# Stortjärnen (Gåxsjö socken, Jämtland, 707660-146390)
Stortjärnen är en sjö i Strömsunds kommun i Jämtland och ingår i Indalsälvens huvudavrinningsområde.